# Floresta tropical e subtropical húmida
O bioma floresta tropical e subtropical húmida é um tipo de ecossistema que ocorre aproximadamente dentro da região compreendida entre a latitude de 35 graus norte e a latitude de 35 graus sul – em outras palavras, na zona equatorial entre o Trópico de Câncer e o Trópico de Capricórnio. Este ecossistema experimenta temperaturas médias e uma quantidade significativa de chuva. As florestas tropicais podem ser encontrados na Ásia, Austrália, África, América do Sul, América Central, México e em muitas ilhas do Pacífico, Caribe e Oceano Índico.
Dentro da classificação de biomas da World Wildlife Fund, as florestas tropicais e subtropicais húmidas são consideradas como um tipo de bioma tropical (que inclui também categorias de savanas e campos). A floresta tropical é encontrada nos trópicos, a região em que o Sol fica a pino duas vezes por ano, no solstício de verão.

## Tipos
O conceito de floresta tropical (ou subtropical) é aproximado, embora não sinônimo, ao de floresta equatorial – o primeiro usa como descritor um tipo de clima (clima tropical), enquanto o segundo usa como referência um subtipo deste mesmo clima (clima equatorial).
Dentre os tipos de floresta tropical, pode-se citar a floresta tropical pluvial (ou húmida) e a floresta tropical estacional (sempre-verde, semidecídua ou decídua).

## Definição

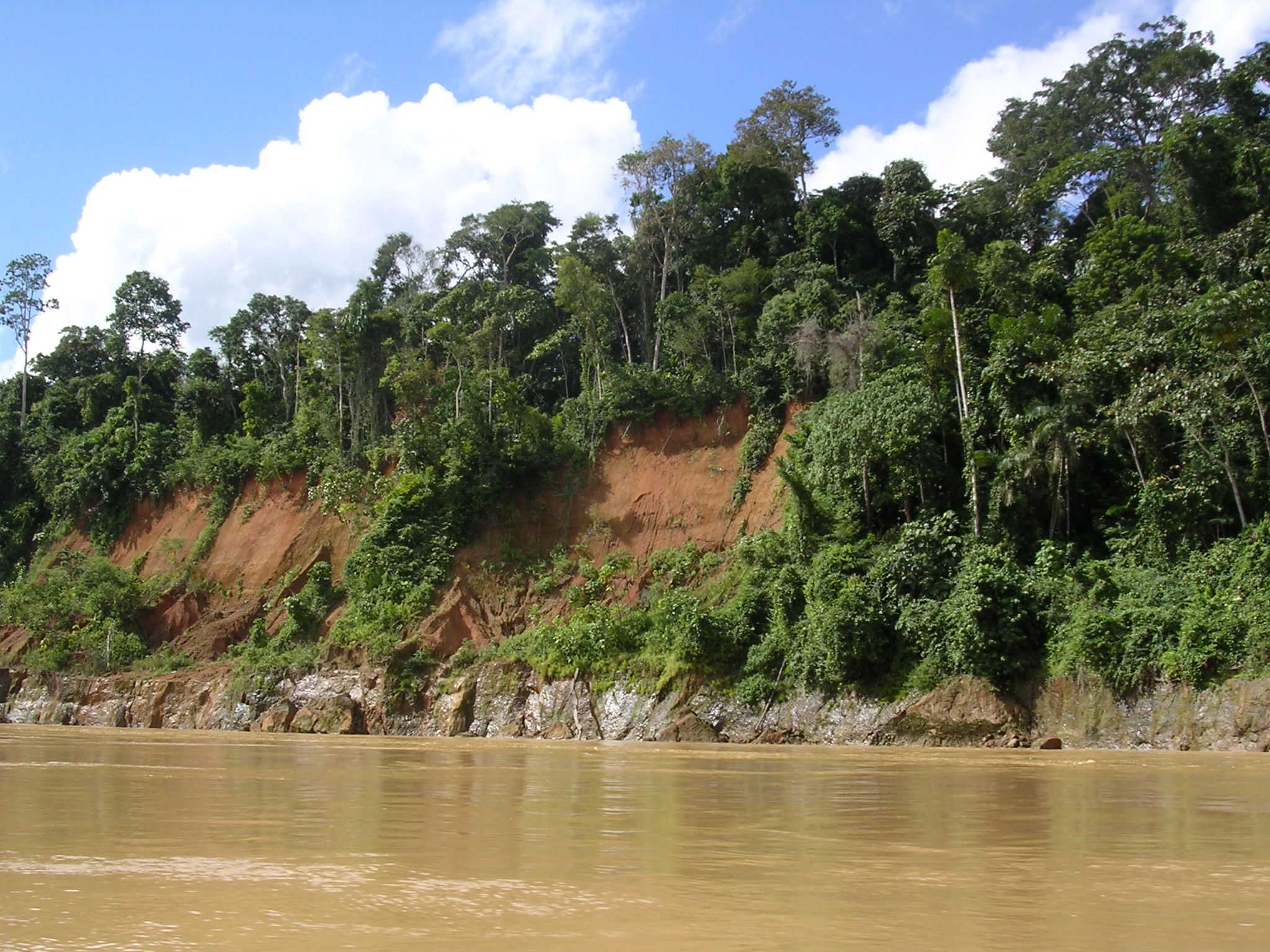
A região do Rio Madre de Dios, no Peru, é parte da floresta tropical amazônica

As florestas tropicais podem ser caracterizadas em duas palavras: quente e húmida. A temperatura média mensal é superior a 18 °C durante todos os meses do ano. A precipitação pluviométrica média anual é de pelo menos 168 centímetros e pode ultrapassar mil centímetros apesar de que, normalmente, situa-se entre 175 e 200 centímetros.
As florestas tropicais apresentam altos níveis de biodiversidade. Cerca de 40% a 75% de todas as espécies bióticas são espécies nativas das florestas tropicais. As florestas tropicais são o lar de metade de todas as espécies de animais e plantas que vivem no planeta. Dois terços de todas as plantas floridas podem ser encontradas nas florestas tropicais. Um único hectare de floresta tropical pode conter 42 mil espécies diferentes de insetos, até 807 árvores de 313 espécies e 1 500 espécies de plantas superiores. As florestas tropicais têm sido chamadas de "a maior farmácia do mundo", porque mais de um quarto dos medicamentos naturais foi descoberto dentro delas.
Uma das principais características da floresta tropical é a biodiversidade vegetal e animal. Em torno de 60% de todas as espécies do planeta se encontram neste ecossistema. A temperatura e a umidade variam muito de acordo com a altura no interior da floresta. Em geral, as áreas mais próximas da copa são mais secas e iluminadas, enquanto aquelas mais próximas do solo são mais úmidas e escuras.
Na floresta amazônica, em dez mil metros quadrados, encontram-se cerca de 100 espécies de árvores, além de epífitas e cipós. A altura média das árvores gira em torno de 55 metros e a quantidade de espécies de insetos e animais ainda é desconhecida.
Em caso de desmatamento, a perda é imensa, pois a biodiversidade é tão localizada e variável que, ao se fazer uma queimada, podem ser destruídas espécies que jamais foram conhecidas ou catalogadas. A floresta atlântica é uma floresta tropical plena associada ao ecossistema costeiro de manguezal nas enseadas e foz de grandes rios, baías e lagunas.

## Características

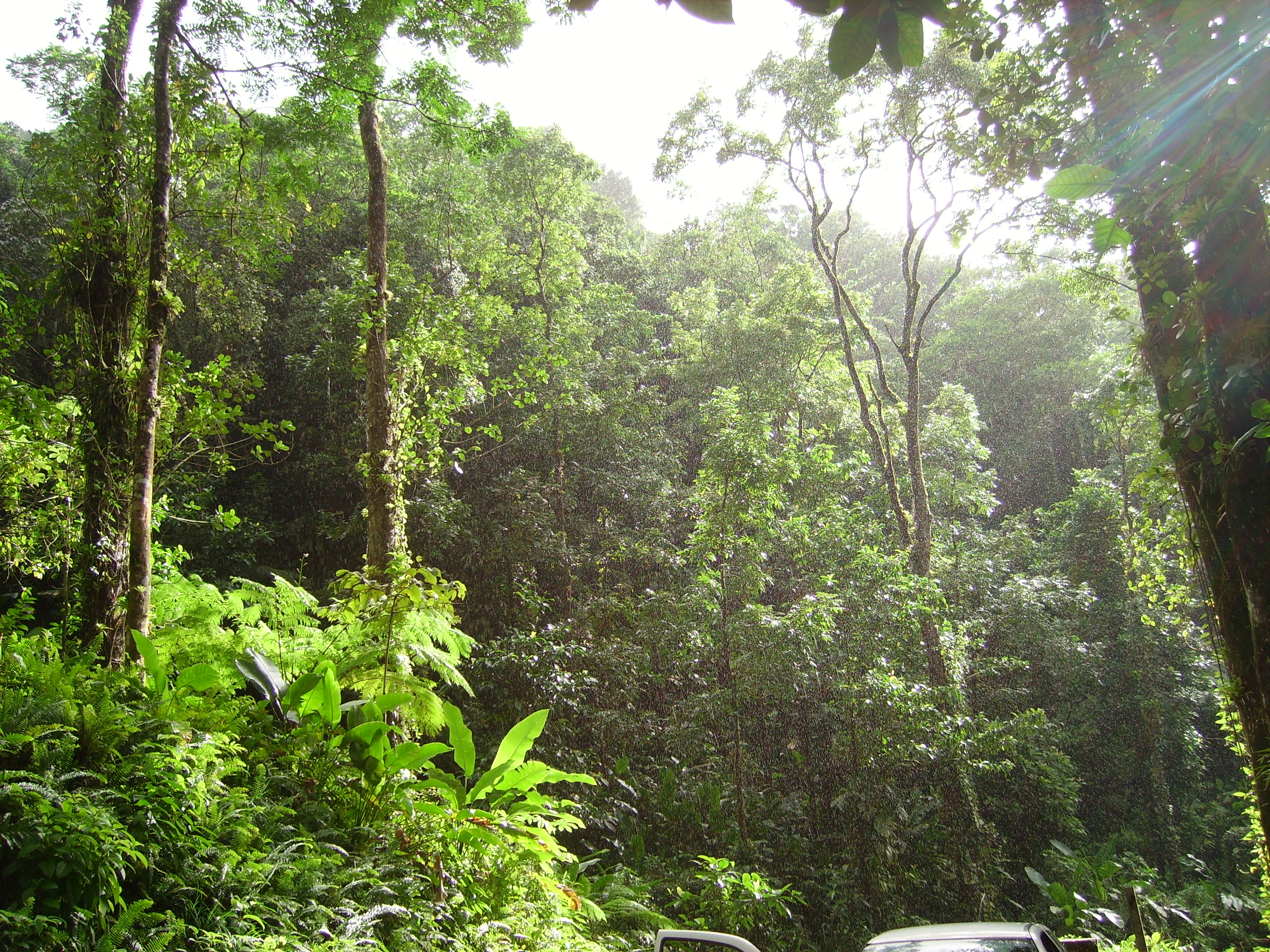
As florestas tropicais podem abrigar árvores de grande porte sobre algumas das quais ocorre a relação ecológica do epifitismo.

### Flora
A combinação de clima ameno e chuva abundante faz da floresta tropical um ambiente de biodiversidade de plantas, fazendo com que quase dois terços das angiospermas estão localizadas nas florestas tropicais. É o lar de centenas de diferentes tipos de árvores, cobrindo cerca de 6% da superfície da Terra. 
Outro fato interessante é que sobre as árvores de grande e médio porte, como o pau-brasil, jacarandá, peroba, jequitibá-rosa, desenvolvem-se plantas epífitas, como bromélias, begônias, orquídeas, cipós e briófitas. Uma das principais características da floresta tropical é a biodiversidade vegetal e animal. Em torno de 60% de todas as espécies do planeta se encontram neste ecossistema.

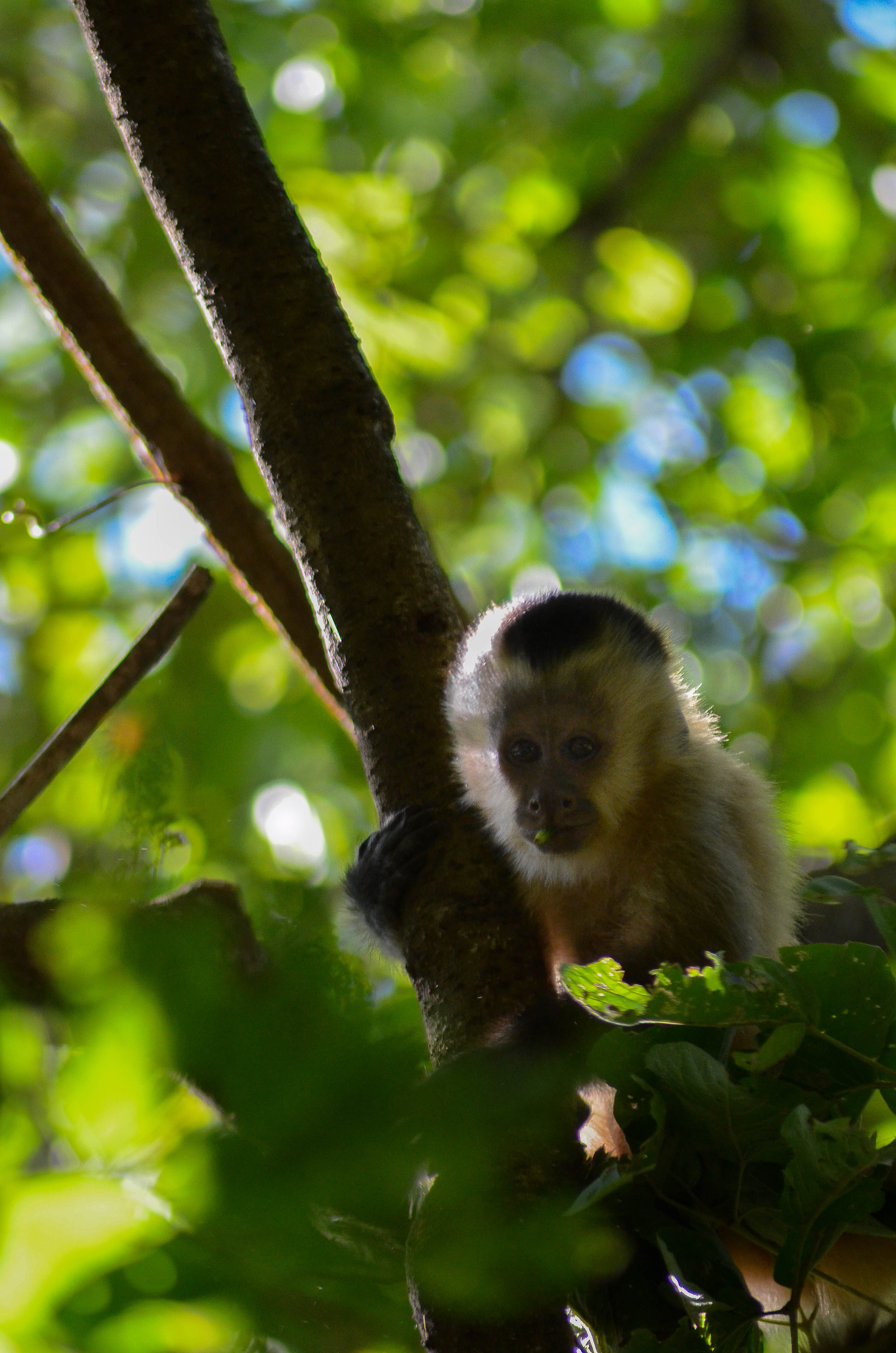
O Macaco-prego é uma espécie de macacos extremamente comum no Brasil. O seu gênero é amplamente distribuído no país.

### Fauna
A floresta tropical abriga diversas espécies de animais, desde bactérias, que auxiliam na cicliagem de nutrientes até animais de grande porte, como cobras, anfíbios, canídeos, felínos, primatas e aves. Além disso, existem mais espécies de animais no bioma da floresta tropical do que em qualquer outro bioma do mundo.

### Clima
Devido ao fato de a temperatura média ser superior a 18 °C em todos os meses e a pluviosidade ser superior a 1200 mm por ano, o clima é classificado como clima equatorial ou clima tropical monçônico. Essas condições meteorológicas e climáticas possibilitam uma grande diversidade de animais e plantas.[carece de fontes?]

### Ocupação humana
O uso de plantas para se produzir remédios, matérias-primas para a produção de vestimentas, corantes, essências de perfumes, insumos para a indústria alimentícia, assim como o corte de árvores feitos de maneira incorreta, e a caça trazem prejuízos para esse bioma.

## Exemplos de florestas tropicais

### América Central e América do Sul
- Amazônia
- Mata atlântica

### África
- Floresta Ituri
- Floresta de Kilum-Ijim
- Florestas da planície de Madagascar

### Ásia
- Floresta de Harapan

### Australásia e Oceania
- Floresta de Daintree
- Floresta tropical do Havaí

## Galeria

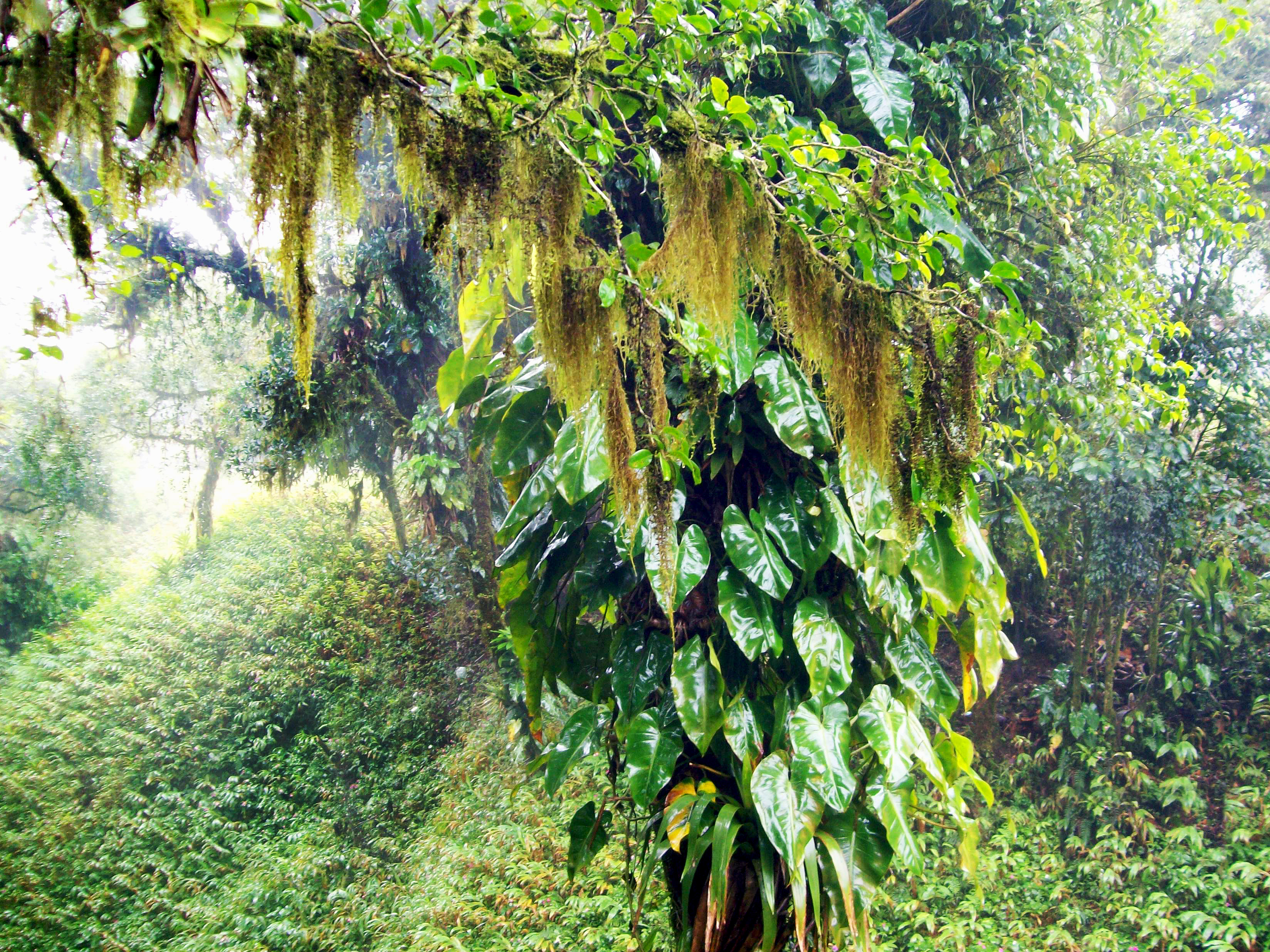
Pico Caratuva, na Serra do Mar, no Paraná; observe a condensação da umidade nas folhas.
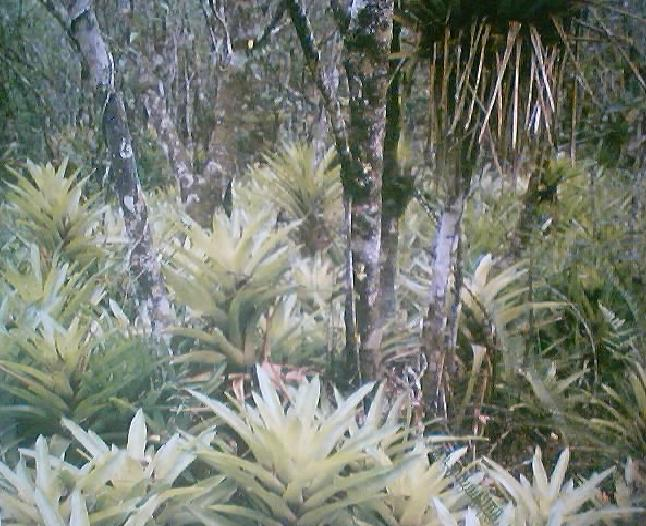
Bromélias na região de Olho-d'Água, município de Pontal do Paraná (planície litorânea).
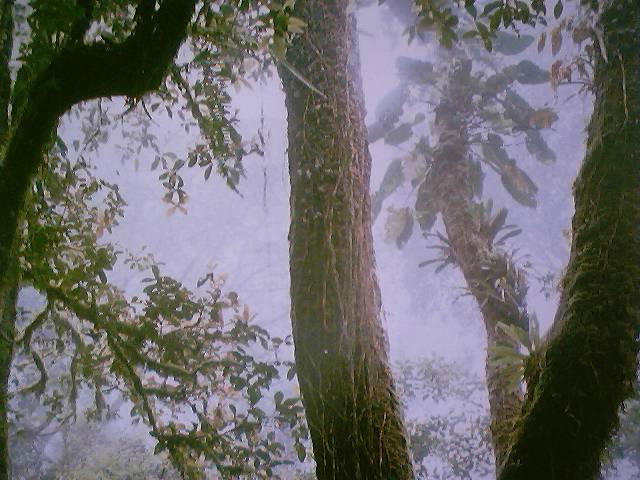
Mata Atlântica.
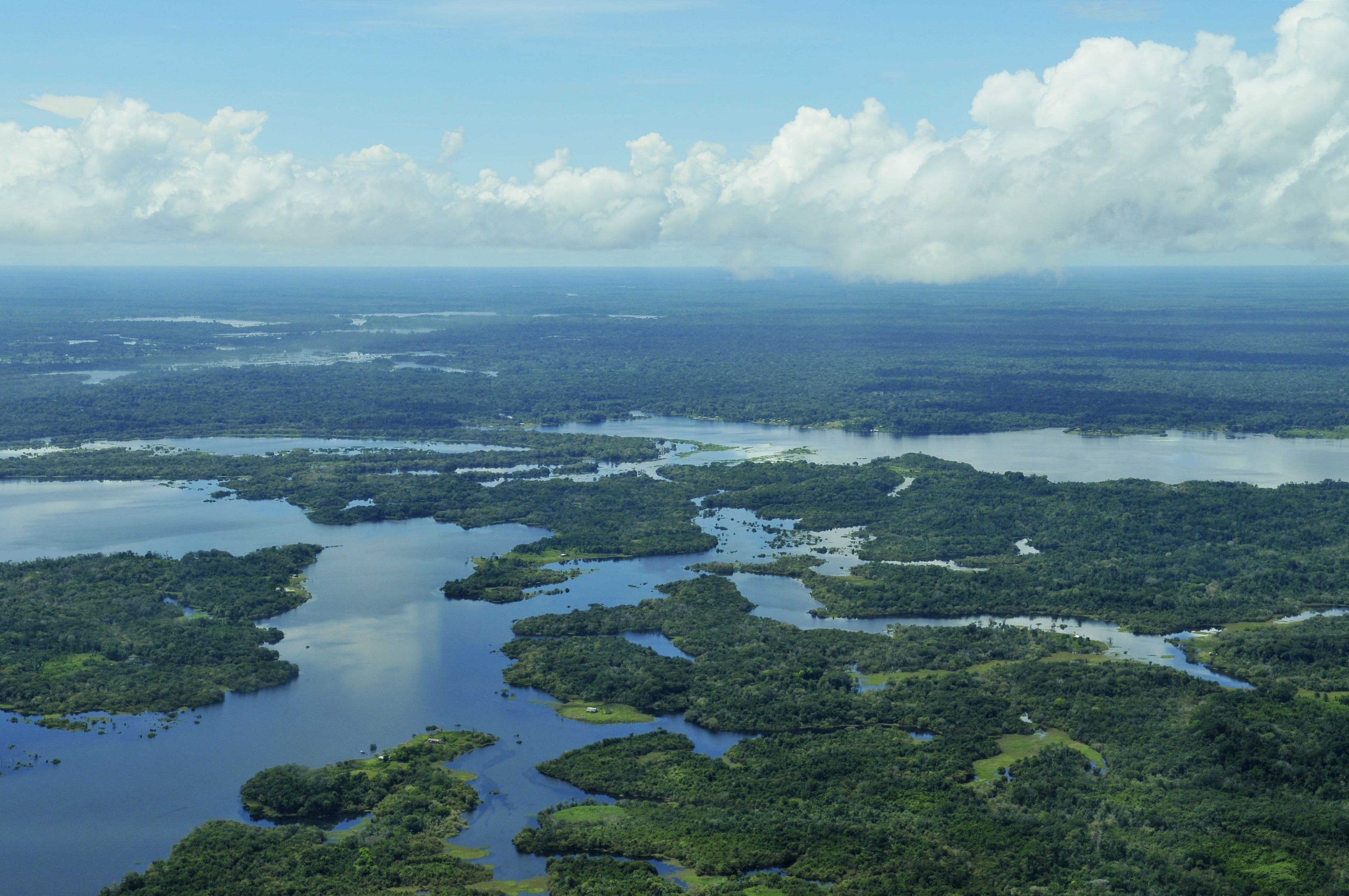
Vista aérea da floresta tropical amazônica, perto de Manaus, Amazonas
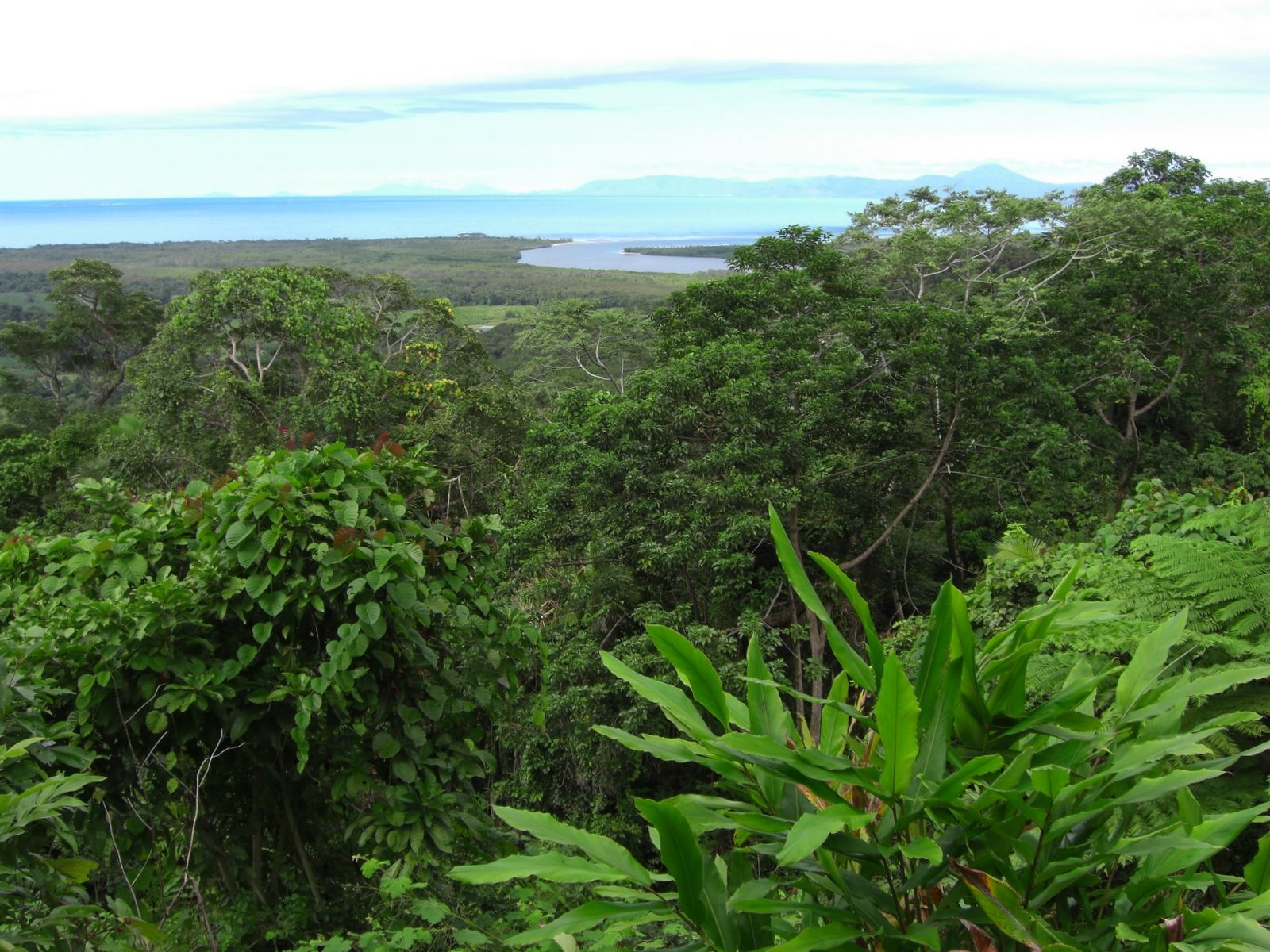
Daintree National Park no extremo norte de Queensland, na Austrália